# A Família Addams (2019)
The Addams Family (bra/prt: A Família Addams) é um filme de animação 3D, comédia de terror e humor negro, baseado na obra de mesmo nome, criada por Charles Addams. Dirigido por Conrad Vernon e Greg Tiernan, o filme conta com as vozes de Oscar Isaac, Charlize Theron, Chloë Grace Moretz, Finn Wolfhard, Nick Kroll, Bette Midler, Elsie Fisher e Allison Janney. Estreou nos Estados Unidos em 11 de outubro de 2019, e no Brasil e Portugal no dia 31, Dia das Bruxas.

## Sinopse
A família Addams se prepara para receber parentes ainda mais assustadores para uma grande festa - Pugsley terá seu Mazurka, um rito de passagem tradicional e importante para os membros da família. Mas os dias de maldade dos Addams a mansão no topo da colina parecem estar chegando ao fim. A apresentadora de reality shows Margaux Needler está querendo construir uma comunidade perfeitamente planejada e fica determinada a livrar a cidade da presença dessa estranha família.

## Produção
Em 2010, após ter adquirido os direitos dos quadrinhos da família Addams, a Universal Pictures começou a trabalhar em um projeto com seu estúdio de animação Illumination, que criou Meu Malvado Favorito. O filme seria uma animação em stop-motion dirigida por Tim Burton e produzida por Chris Meledandri. O projeto, porém, foi suspenso em 2013.
No mesmo ano, a Metro-Goldwyn-Mayer Pictures (MGM) anunciou que produziria o filme de animação baseado nos quadrinhos da família Addams, com Pamela Pettler então escrevendo o roteiro. Em outubro de 2017, foi anunciado que o filme seria dirigido e produzido por Conrad Vernon. O filme foi animado pela Cinesite Studios, com Tabitha Shick supervisionando a MGM.
O ator Oscar Isaac, que estava em negociações para interpretar o papel de Gomez Addams desde dezembro de 2017, foi confirmado em junho de 2018, ao lado de Charlize Theron, Allison Janney, Bette Midler, Chloë Grace Moretz, Finn Wolfhard e Nick Kroll. Em julho de 2018, Aimee Garcia se juntou ao elenco e, no mês seguinte, Elsie Fisher também foi adicionada. Em novembro de 2018, Catherine O'Hara e Martin Short foram adicionadas como pais de Morticia, e em agosto de 2019, Snoop Dogg, Tituss Burgess e Jenifer Lewis se juntaram como prima Itt, Glenn e Great Auntie Sloom, respectivamente.

## Recepção
Até 5 de janeiro de 2020, a Família Addams arrecadou US$ 100 milhões nos Estados Unidos e Canadá e US$ 103 milhões em outros territórios, totalizando um total mundial de US$ 203 milhões.
Nos Estados Unidos e no Canadá, o filme foi lançado ao lado de Gemini Man e Jexi e foi projetado para arrecadar entre 28 e 30 milhões de dólares de 4.007 cinemas em seu primeiro fim de semana. O filme faturou US$ 9,7 milhões em seu primeiro dia, incluindo US$ 1,25 milhão nas visualizações de quinta à noite. Ele estreou com US$ 30,3 milhões, terminando em segundo lugar, atrás do coringa de destaque. Ele faturou US$ 16,3 milhões no segundo fim de semana, US$ 12 milhões no terceiro e US$ 8,2 milhões no quarto, terminando em quarto, terceiro e sexto, respectivamente.

## Elenco
| Ator               | Personagem                             |
| Oscar Isaac        | Gomez Addams                           |
| Charlize Theron    | Morticia Addams                        |
| Chloë Grace Moretz | Wednesday Addams (no Brasil, Wandinha) |
| Finn Wolfhard      | Pugsley Addams                         |
| Nick Kroll         | Tio Fester Addams                      |
| Bette Midler       | Vovó Addams                            |
| Allison Janney     | Margaux Needler                        |
| Elsie Fisher       | Parker Needler                         |
| Aimee Garcia       | Denise                                 |
| Ryan Potter        | Timothy                                |